# Рацлавиці-Великі
Рацлавиці-Великі (пол. Racławice Wielkie) — село в Польщі, у гміні Кобежиці Вроцлавського повіту Нижньосілезького воєводства.
Населення — 98 осіб (2011).
У 1975-1998 роках село належало до Вроцлавського воєводства.

## Демографія
Демографічна структура станом на 31 березня 2011 року:
|          | Загалом | Допрацездатний вік | Працездатний вік | Постпрацездатний вік |
| -------- | ------- | ------------------ | ---------------- | -------------------- |
| Чоловіки | 46      | 7                  | 35               | 4                    |
| Жінки    | 52      | 11                 | 28               | 13                   |
| Разом    | 98      | 18                 | 63               | 17                   |